# Louis Walter

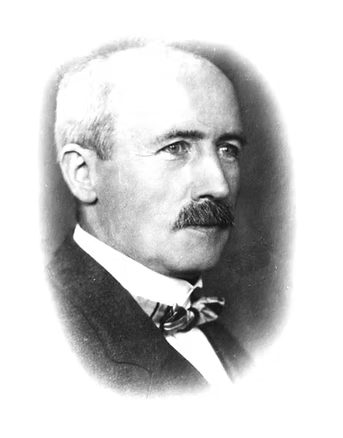
Louis Walter

Louis (Ludwig) Walter (Dieffenbach-au-Val, 29 december 1866 - Saverne, 18 november 1941) was een rozenveredelaar uit de Elzas. Hij was de oprichter van de Elzas-Lotharingense vereniging 'Société alsacienne et lorraine des amis des roses' en ontwerper en directeur van het rosarium 'Roseraie de Saverne'. Hij hield zich vooral bezig met het veredelen van theerozen, theehybriden, polyantha's, multiflora's en wichurana's. 
Veel van zijn cultivars zijn nog steeds te zien in het rosarium van Saverne.

## Afbeeldingen

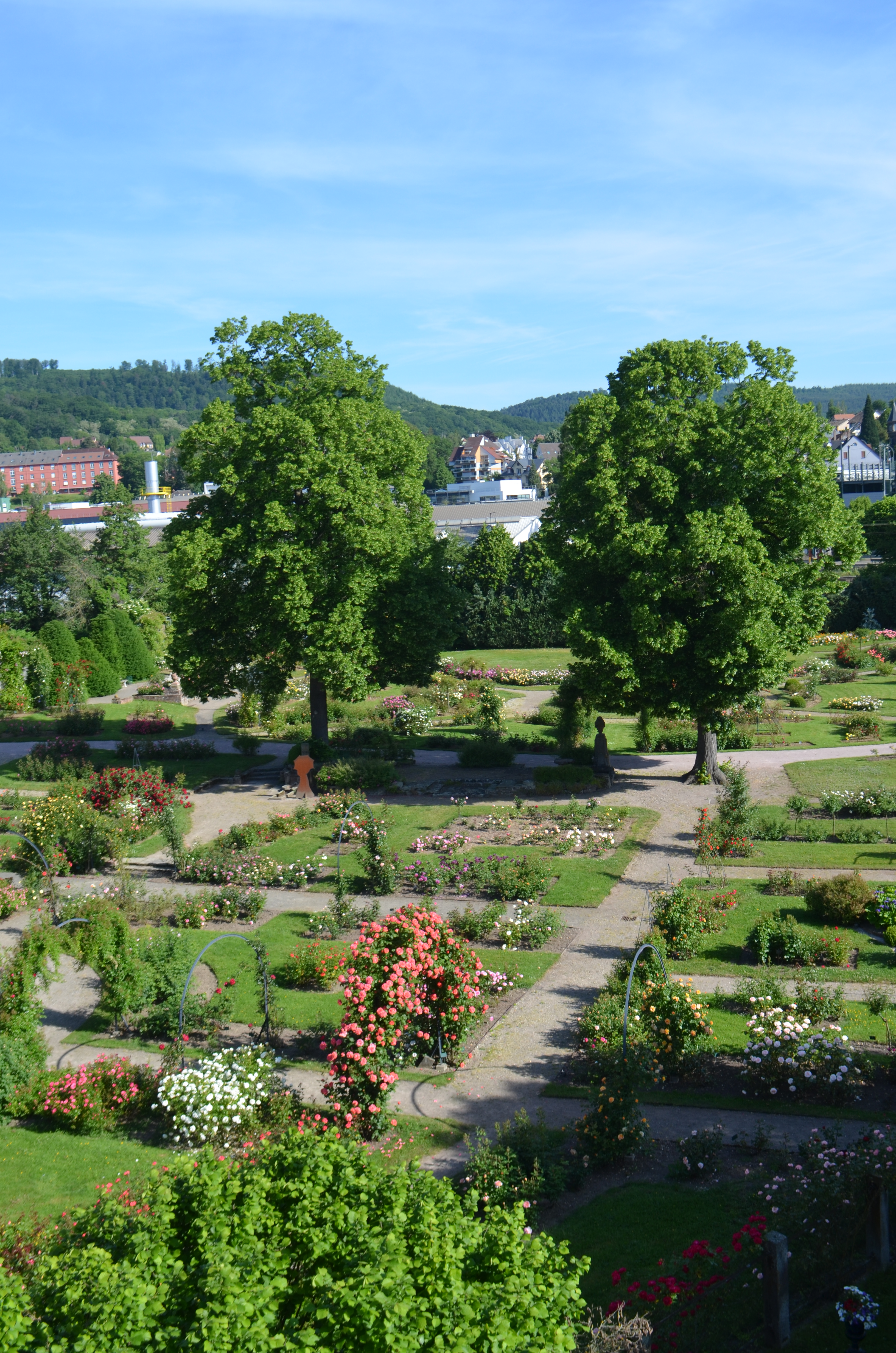
Het rosarium van Saverne
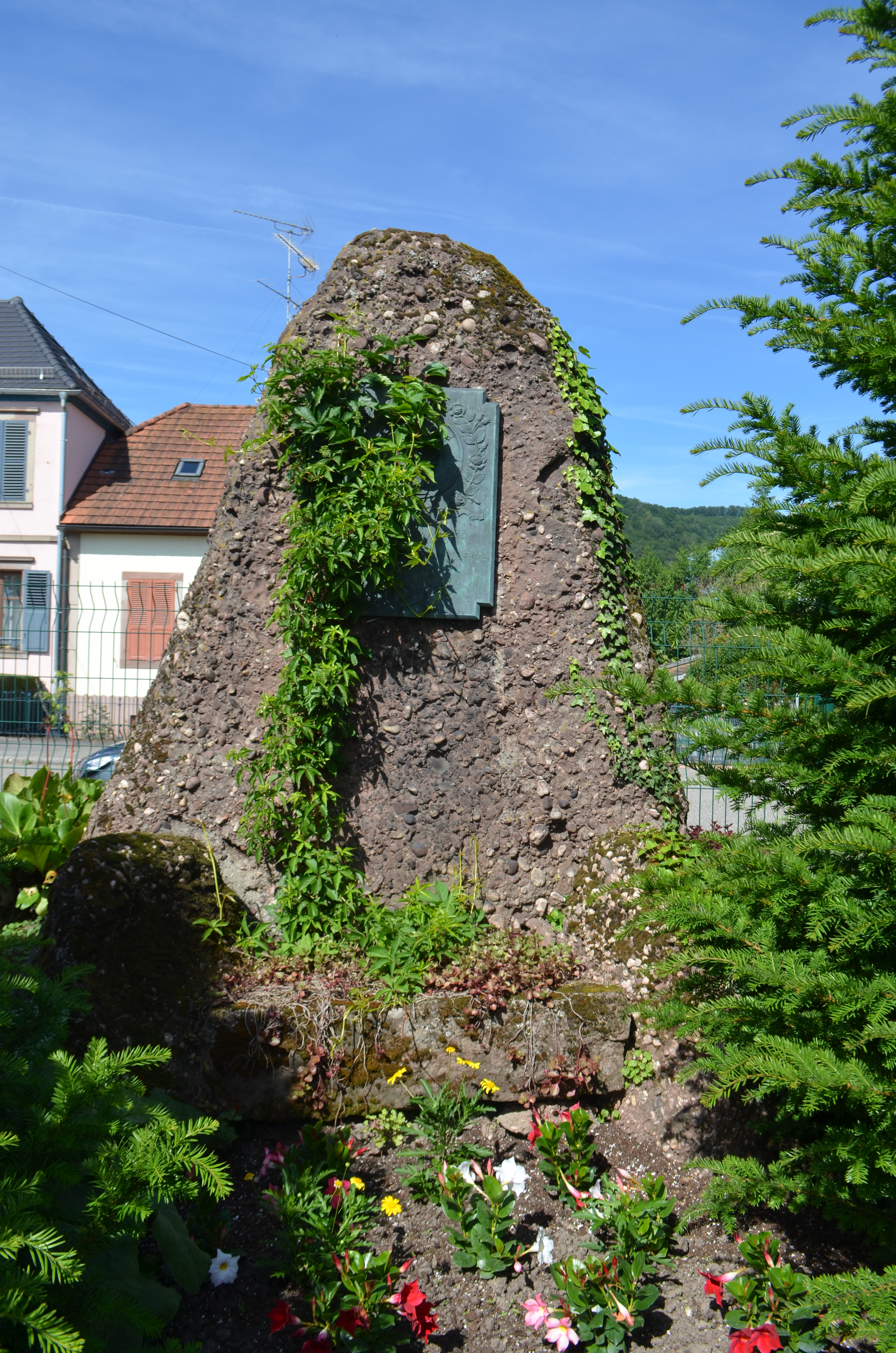
Gedenkteken voor Louis Walter in het rosarium van Saverne

## Cultivars van Louis Walter (selectie)

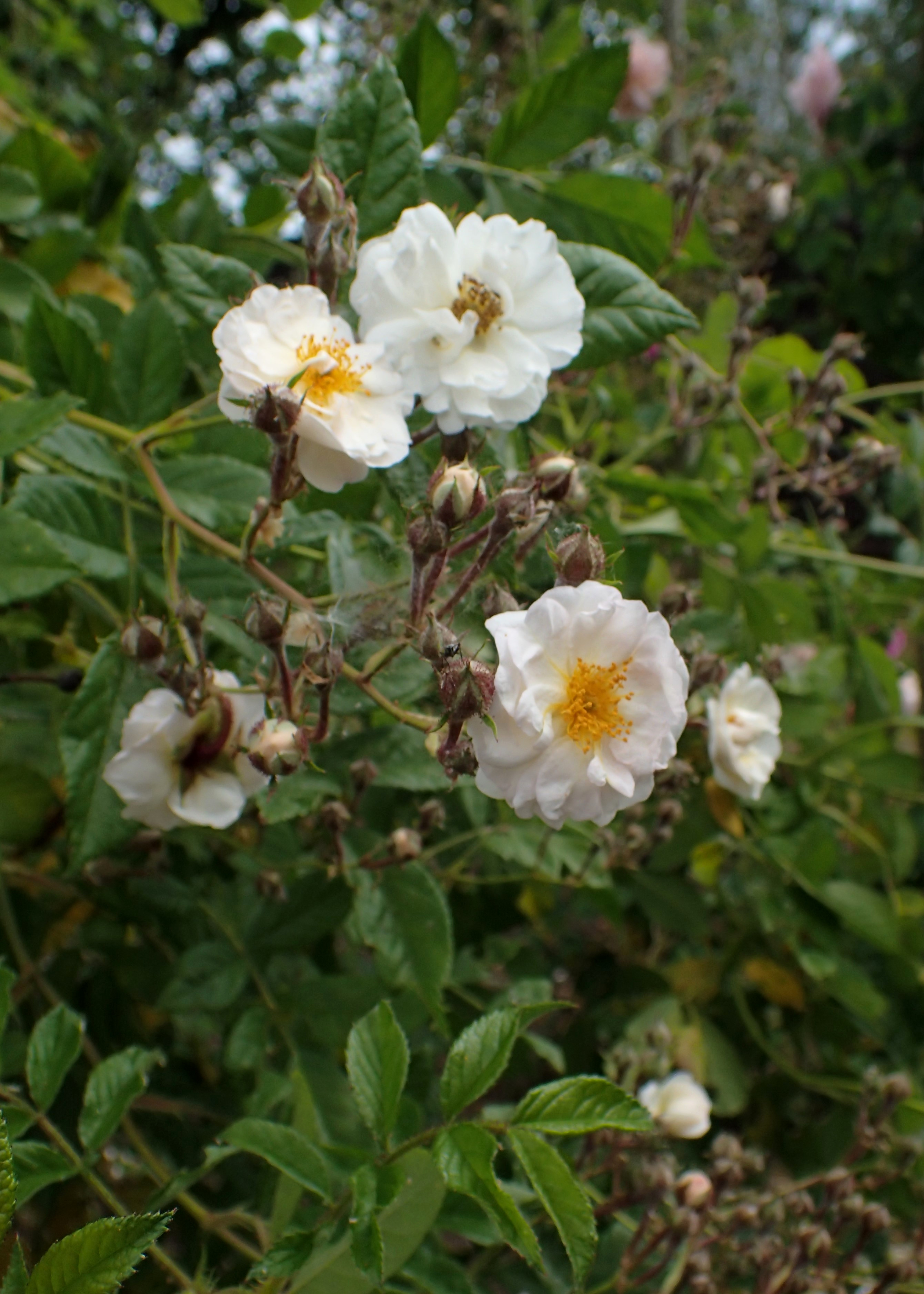
'Baronin Anna von Lüttwitz', 1909
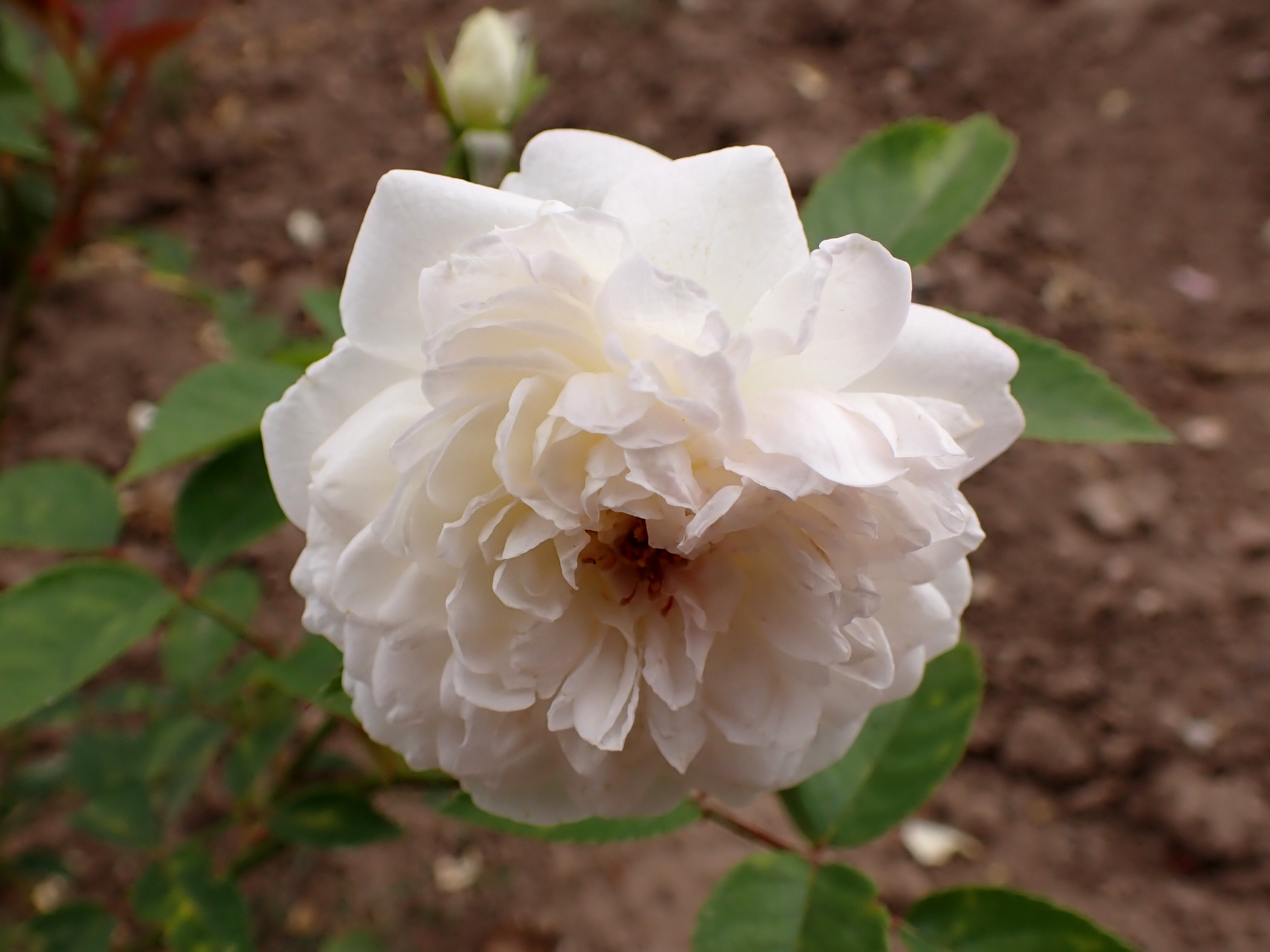
'Charlotte Wierel', 1926
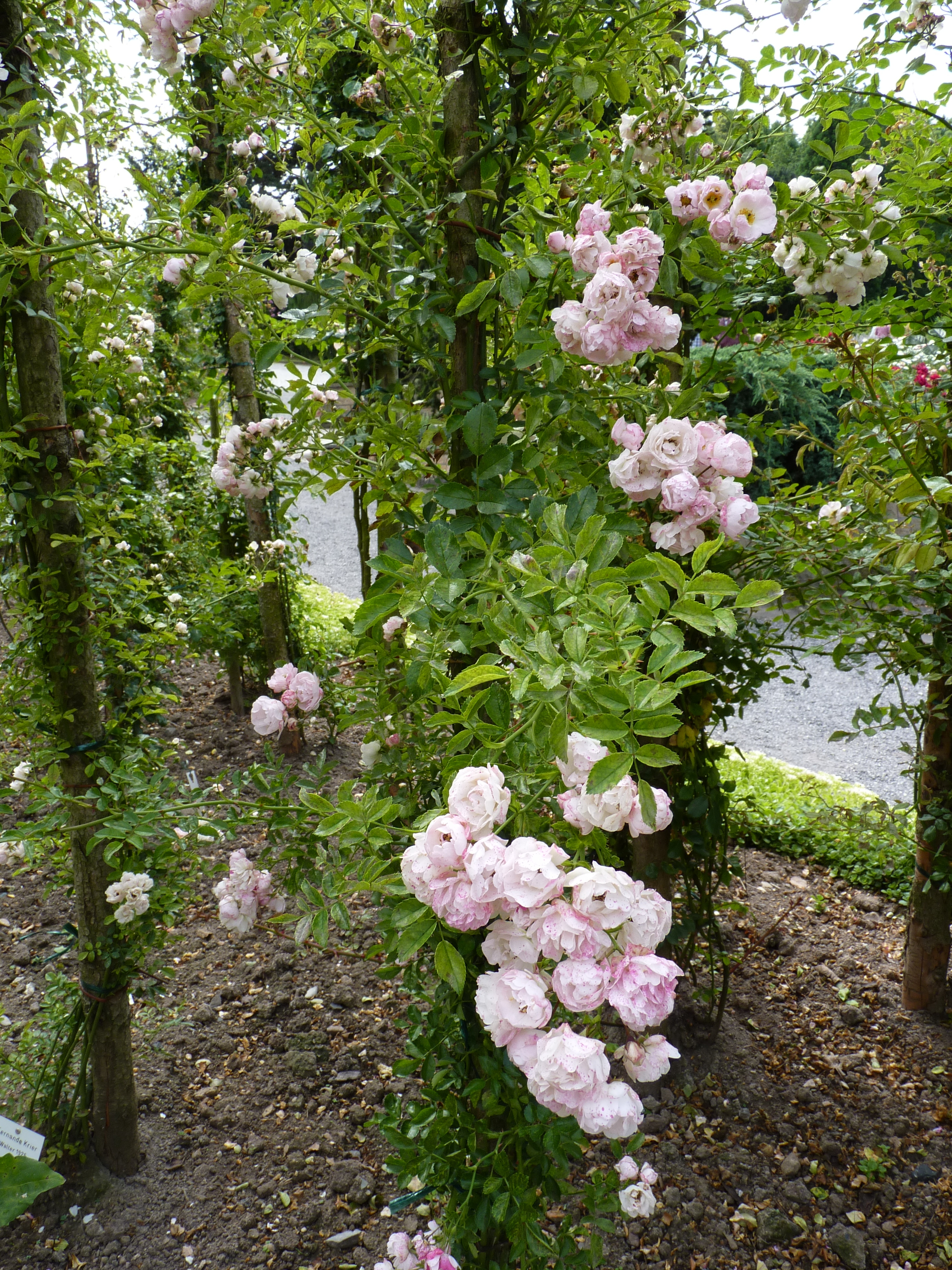
'Fernande Krier', 1925
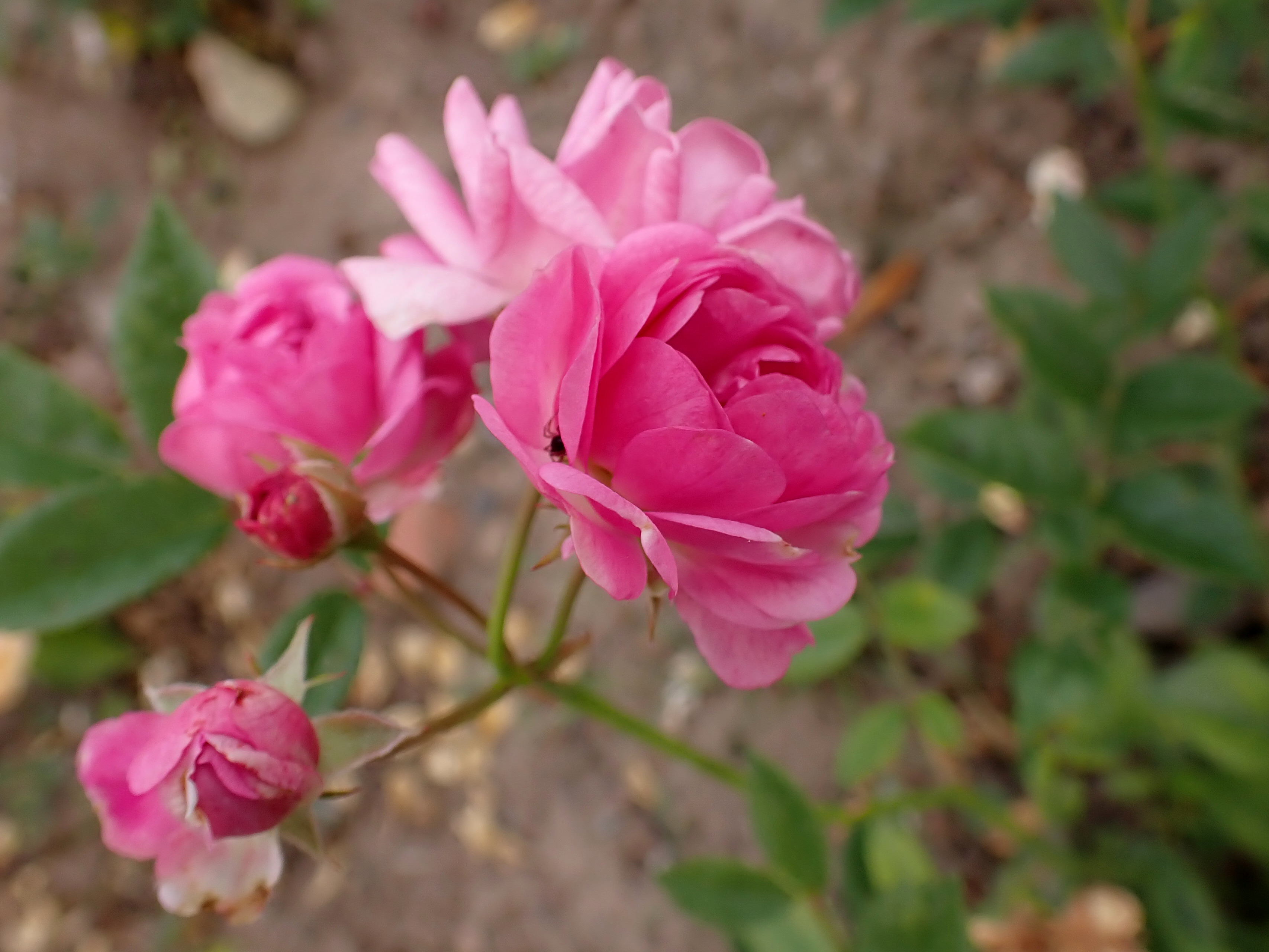
'Frau Anna Pasquay', 1909
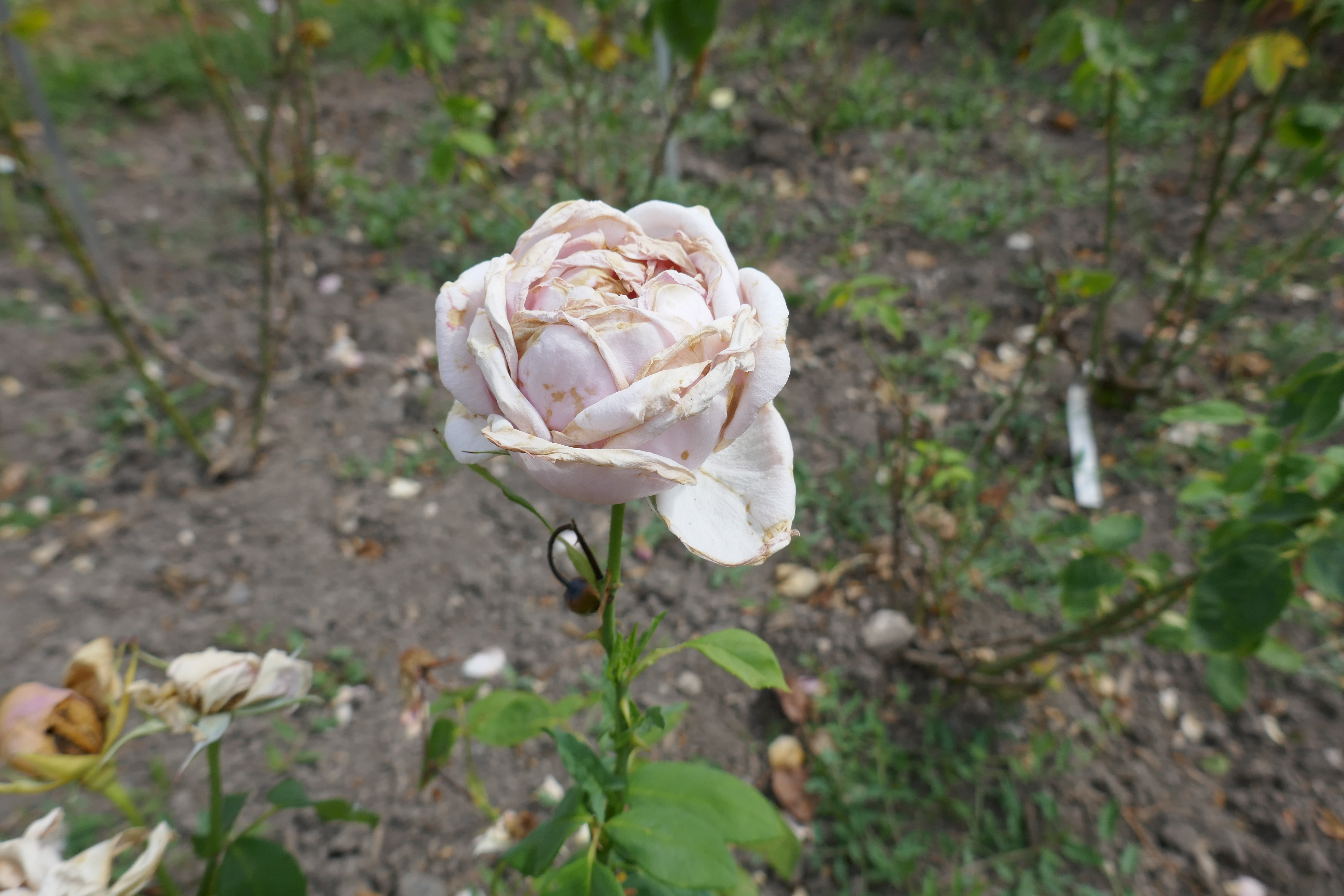
'Général de Vaulgrenant', 1926
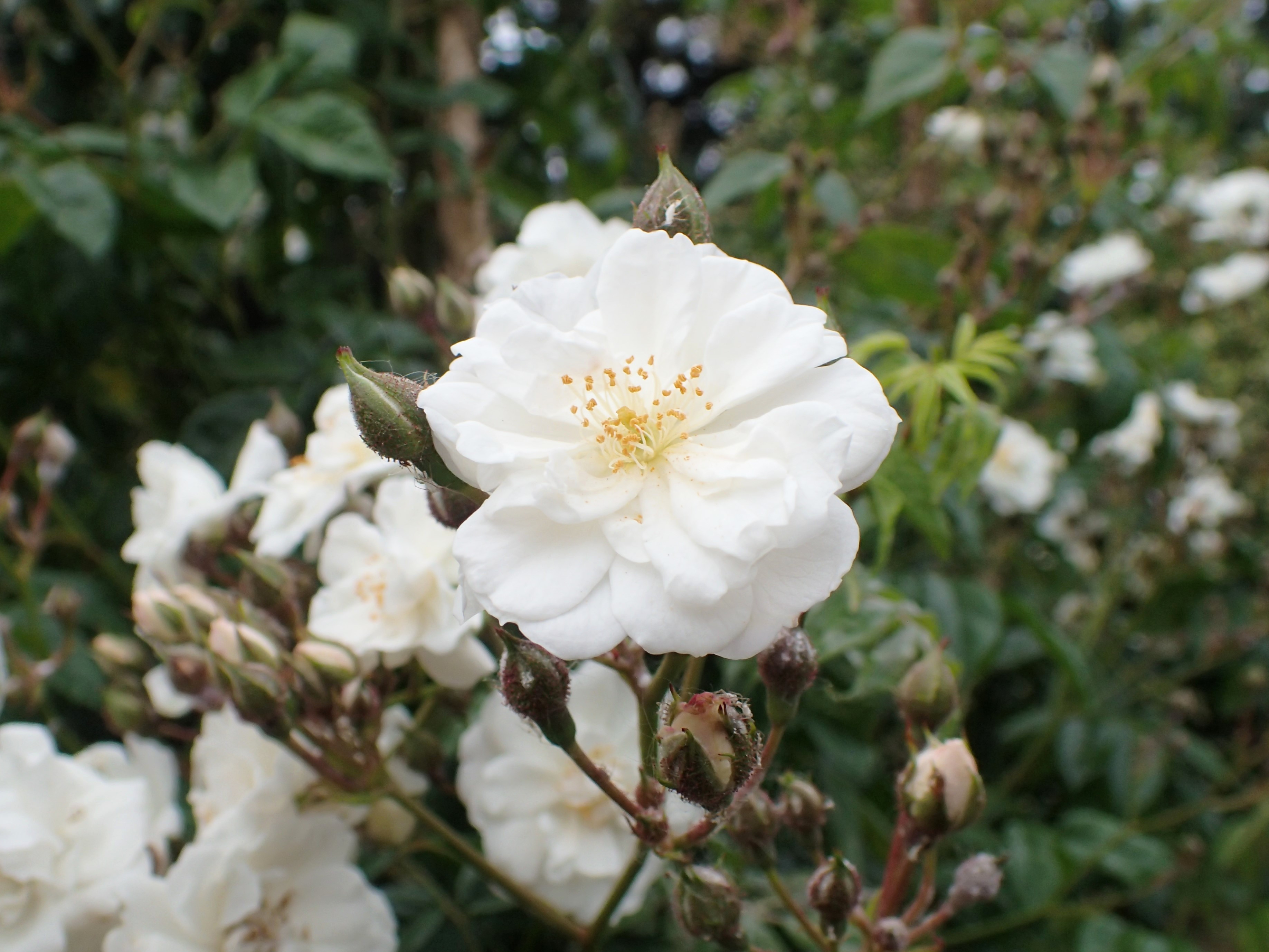
'Gräfin Ada Bredow', 1909
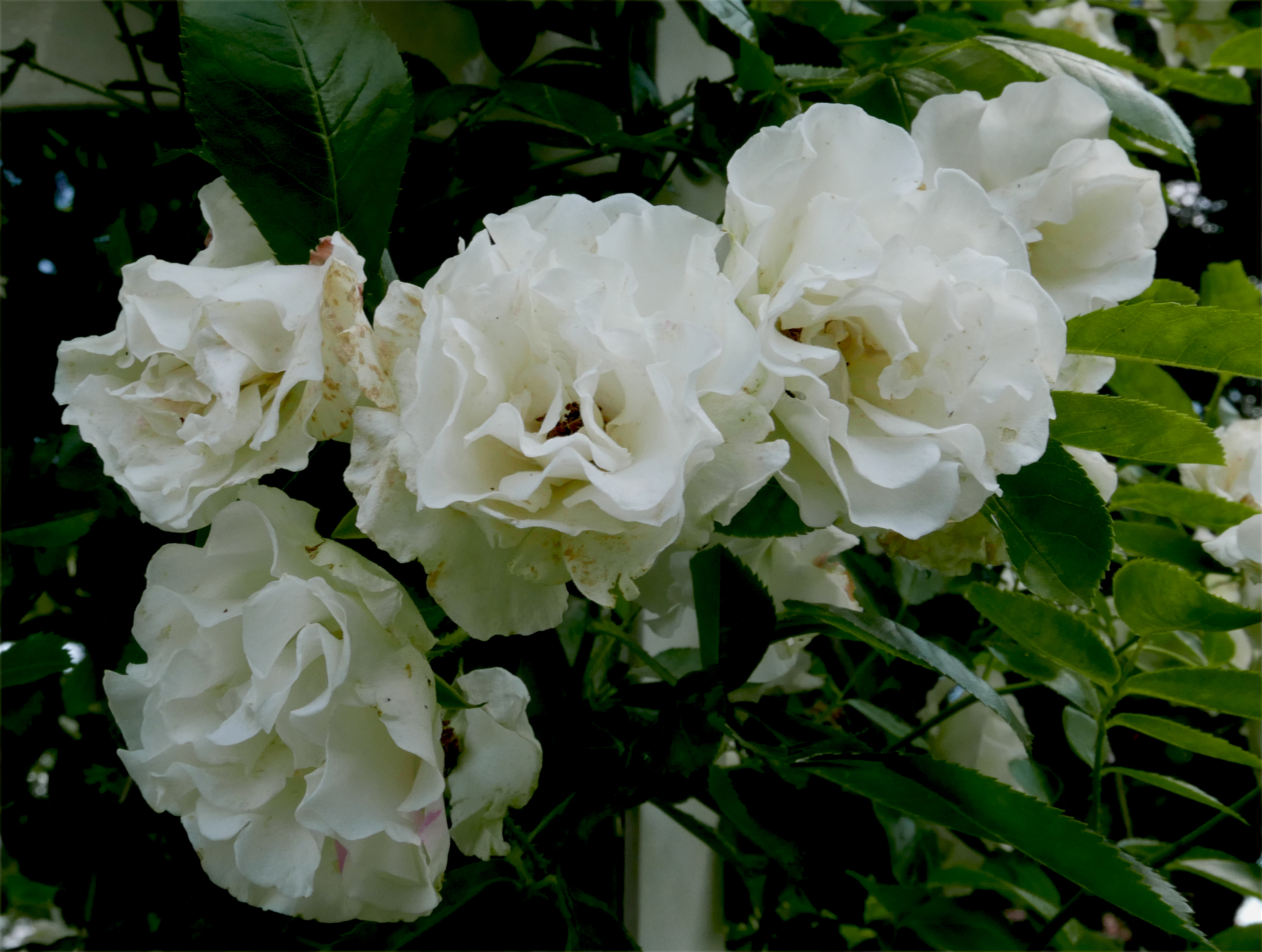
'Ida Klemm', 1906
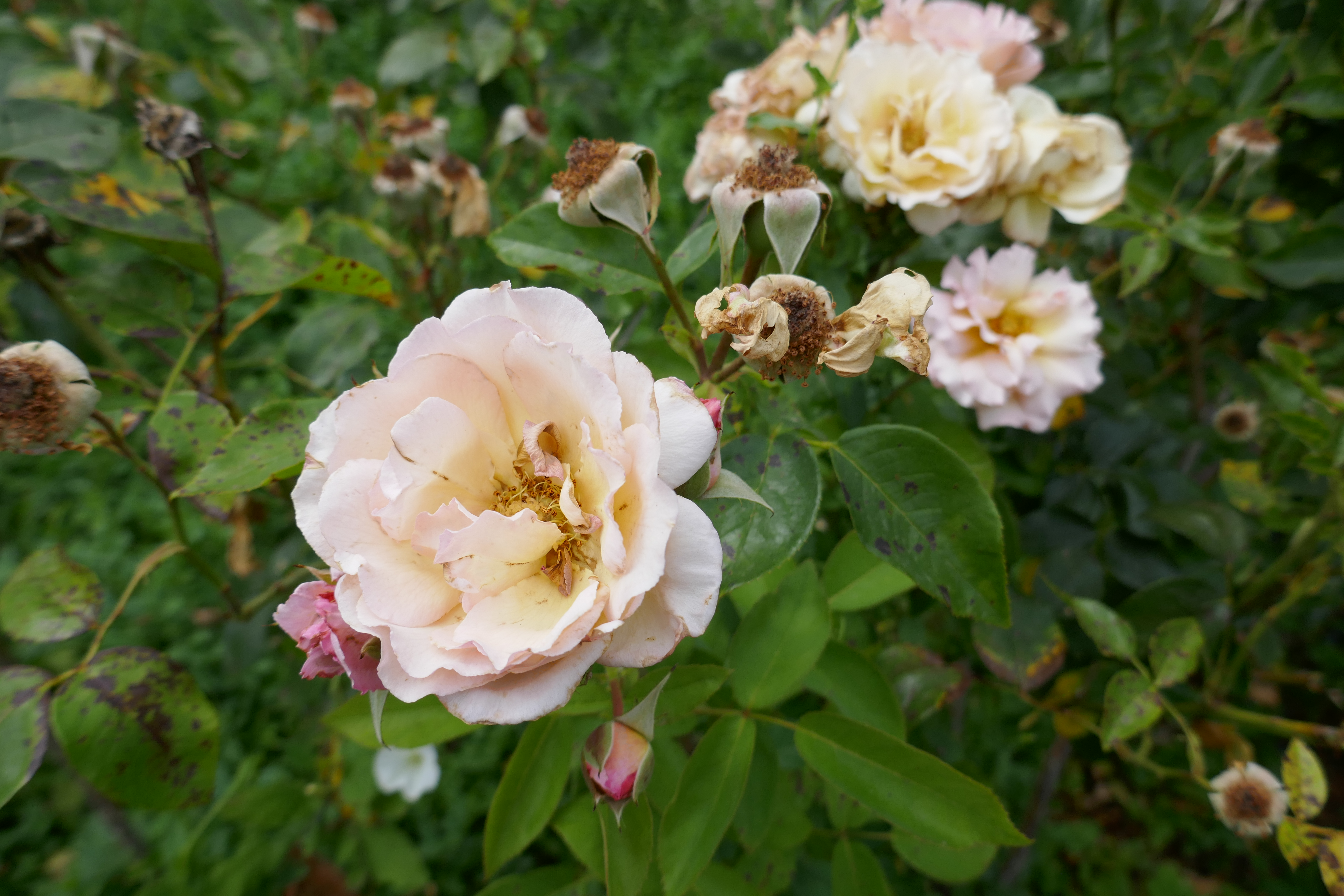
'Jeanne Richert', 1929
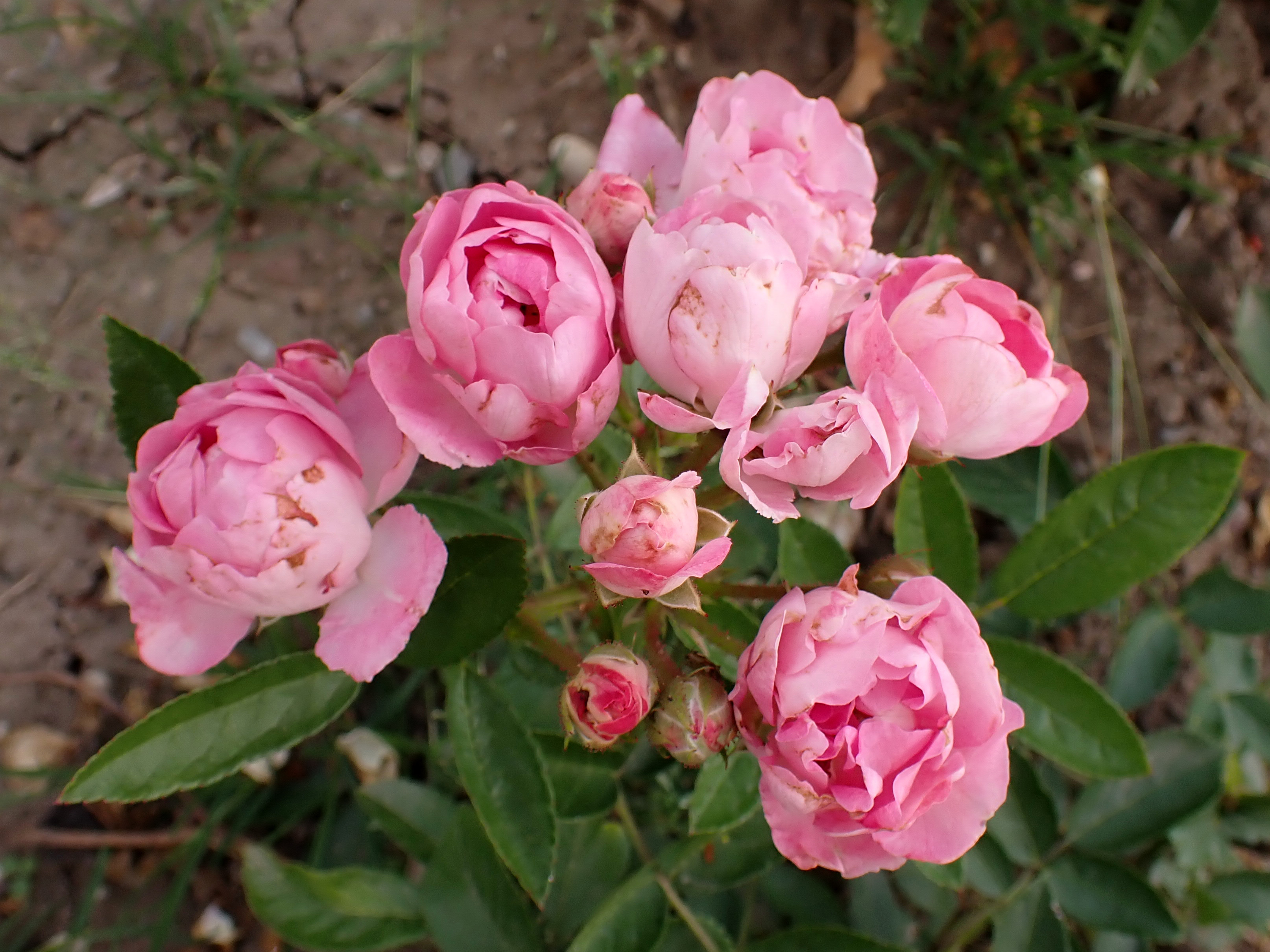
'Louise Walter', 1909
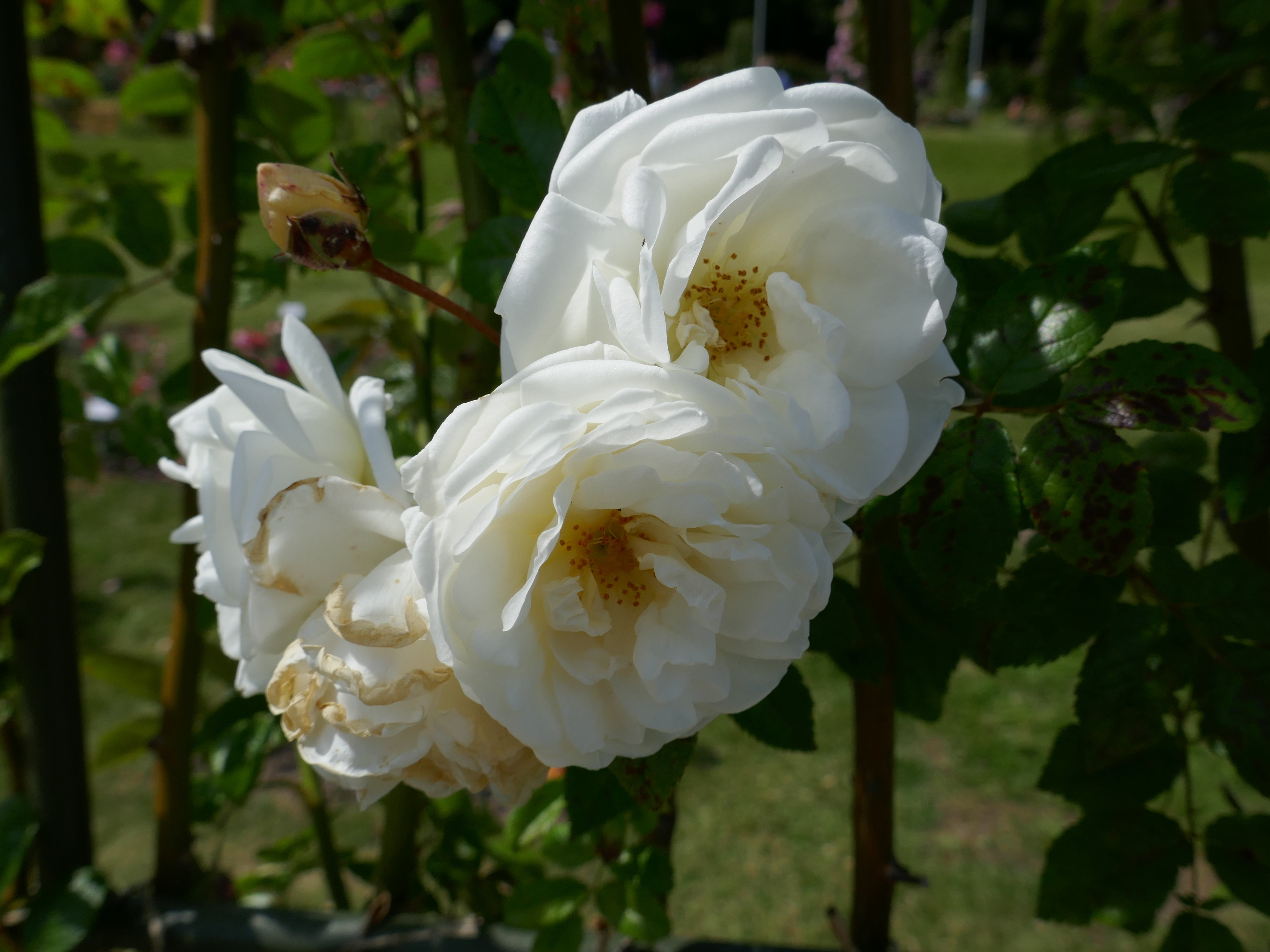
'Madeleine Selzer', 1926
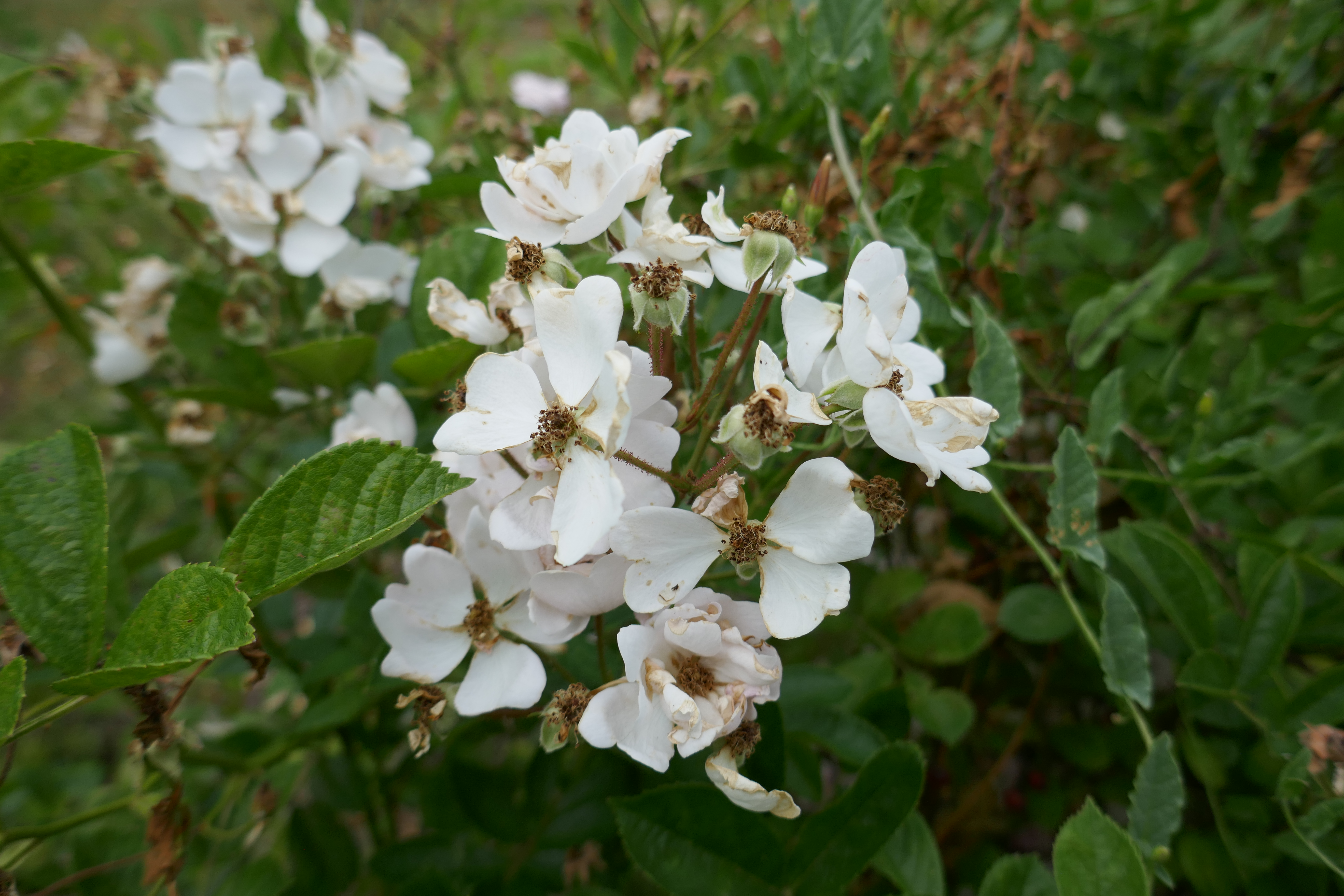
'Rösel Dach', 1906
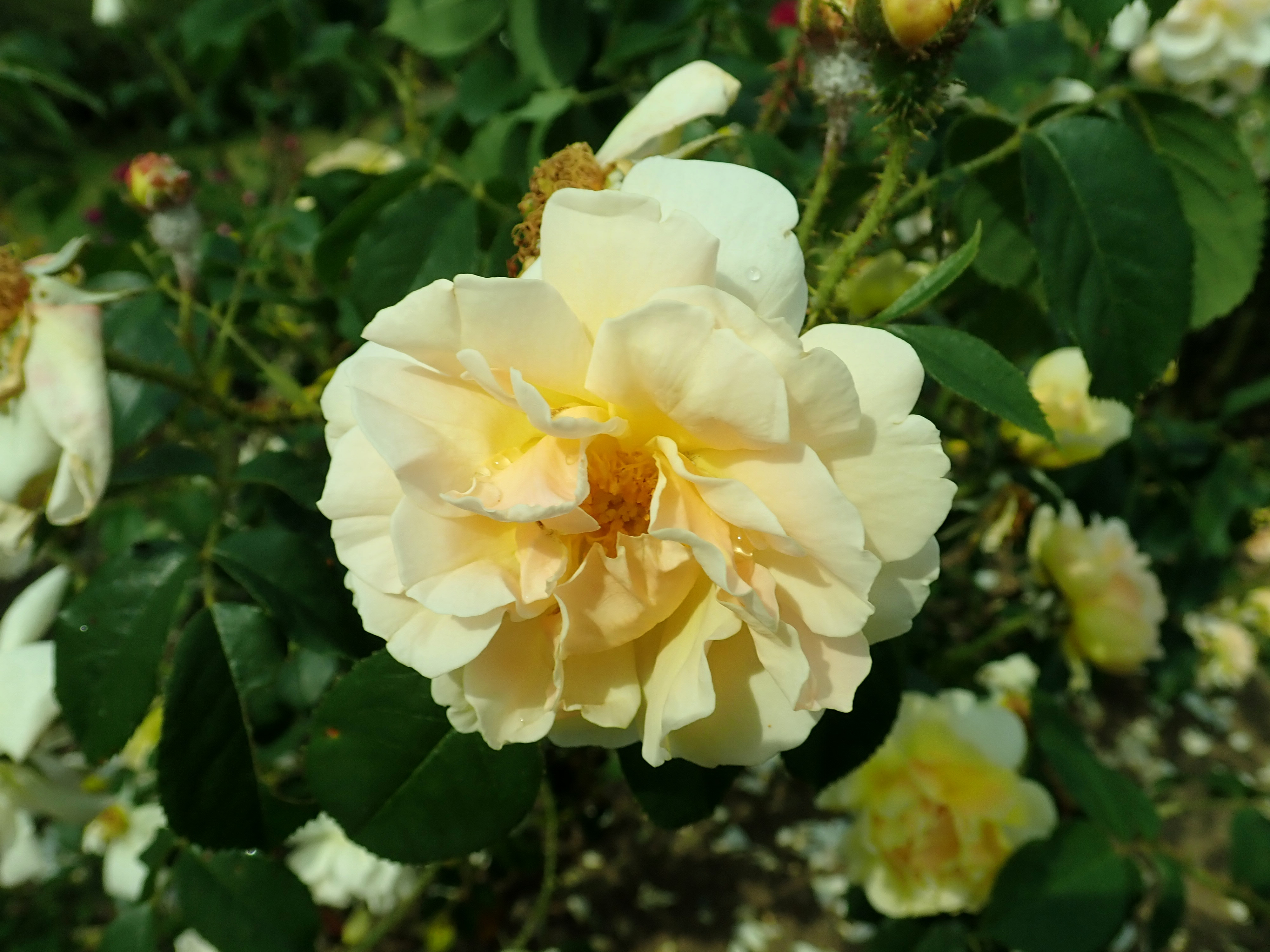
'Yellow Moss', 1931